# Heteromyia kiefferi
Heteromyia kiefferi är en tvåvingeart som beskrevs av Lane 1946. Heteromyia kiefferi ingår i släktet Heteromyia och familjen svidknott. Inga underarter finns listade i Catalogue of Life.